# Ficulle
Ficulle település Olaszországban, Terni megyében. Lakosainak száma 1558 fő (2023. január 1.). Ficulle Allerona, Fabro, Montegabbione, Orvieto, Parrano és San Venanzo községekkel határos.

## Népesség
A település népessége az elmúlt években az alábbi módon változott:
| Lakosok száma | 1665 | 1634 | 1558 |
|               | 2017 | 2018 | 2023 |